# Changnyeong
Der Landkreis Changnyeong (kor.: 창녕군, Changnyeong-gun) befindet sich in der Provinz Gyeongsangnam-do. Der Verwaltungssitz befindet sich in der Stadt Changnyeong-eup. Der Landkreis hatte eine Fläche von 533 km² und eine Bevölkerung von 65.120 Einwohnern im Jahr 2019.
In der frühen Zeit der drei Königreiche war Changnyeong der Sitz von Bihwa Gaya, einem Mitglied der Gaya-Konföderation, das später von Silla erobert wurde.
Der Fluss Nakdonggang fließt durch den Landkreis. Das Upo-Feuchtgebiet, eine wichtige ökologische Ressource und Touristenattraktion, nimmt einen Teil des Flusseinzugsgebiets ein.

## Persönlichkeiten
- Park Won-soon (1956–2020), Politiker

Lage des Landkreises in Südkorea

- Lee Ki-je (* 1991), Fußballspieler